# Эдгар, Кика
Сандра Эрика Эдгар Гарза (исп. Sandra Ericka Edgar Garza; род. 9 января 1985, Сьюдад-Мадеро, Мексика), более известная как Кика Эдгар — мексиканская актриса театра и кино, балерина и певица.

## Биография
Родилась 9 января 1985 года в Мадеро. В детстве и юности проживала в Тампико, затем после окончания средней школы поступила в Институт высших исследований Тамаулипаса. В это же самое время она решила стать актрисой, бросила институт и переехала в Мехико и не ошиблась в выборе — она поступила в CEA, где одновременно училась на актрису и на балерину. В 2000 года дебютировала в мексиканском кинематографе и сыграла 12 ролей в телесериалах. Среди её работ наибольшую популярность имели телесериалы «Истинная любовь», «Наперекор судьбе» и «Женщины-убийцы». Начиная с 2006 года, стала пробовать себя в качестве певицы, всего записала и выпустила 7 альбомов. Была номинирована 5 раз на различные премии, из которых ей удалось одержать достойную победу в 2 из них.

## Фильмография
| Год       |   | Русское название                  | Оригинальное название          | Роль             |
| --------- | - | --------------------------------- | ------------------------------ | ---------------- |
| 2017      | с | Ничего личного                    | Nada Personal                  | Клаудия Кампос   |
| 2012—2013 | с | Потому что любовь решает всё      | Porque el amor manda           | Xóchitl Martínez |
| 2011      | с | Сила судьбы                       | La fuerza del destino          | Каролина         |
| 2008      | с | Женщины-убийцы                    | Mujeres asesinas               | Паула            |
| 2007      | с | Страсть                           | Pasión                         | Инес Маркес      |
| 2005      | с | Наперекор судьбе                  | Contra viento y marea          | Реджина Кампос   |
| 2003—2004 | с | Стань звездой!                    | Clap!… El lugar de tus sueños  | Елена            |
| 2003      | с | Истинная любовь                   | Amor real                      | Каталина Эредия  |
| 2001      | ф | Первая любовь... три года спустя  | Primer amor… tres años después | Оливия           |
| 2000—2001 | с | Первая любовь                     | Primer amor… a mil por hora    | Оливия           |
| 2002      | с | Женщина, случаи из реальной жизни | Mujer, casos de la vida real   | нет в титрах     |

## Театральные работы
- Ложь
- Правда, или вызов

## Дискография и гастрольная деятельность

### Альбомы
- Господин любовник (2009)
- Жаль, моя любовь (2008)
- Кика (2007)
- Кика Эдгар (2011)
- Новые песни (2016)

### Гастроли
- Кика на концерт (2008)